# Willkommen bei den Hartmanns
Willkommen bei den Hartmanns ist eine deutsche Filmkomödie von Simon Verhoeven aus dem Jahr 2016. Der Film handelt von einer deutschen Familie, die einen Flüchtling bei sich aufnimmt, und thematisiert so die Flüchtlingskrise in Deutschland.
Der Film kam am 3. November 2016 in die Kinos und erreichte in Deutschland bislang 3,8 Millionen Zuschauer.

## Handlung
Die Hartmanns sind die ehemalige Lehrerin Angelika; ihr Mann Richard, Chefarzt; Tochter Sofie, 31, inzwischen Psychologiestudentin; Sohn Philipp, erfolgreicher Wirtschaftsanwalt, gerade in Scheidung lebend; dessen zwölfjähriger Sohn Basti. Richard hat Probleme mit dem Altern – er weigert sich, in den Ruhestand zu gehen, und lässt sich von dem befreundeten Schönheitschirurgen Dr. Sascha Heinrich Falten wegspritzen. Angelika wird von ihrem Mann wegen ihres Gutmenschentums kritisiert.
In einer Containerunterkunft für Flüchtlinge gibt Angelika eines Tages gebrauchte Kleidung ab und trifft dort ihre ehemalige Kollegin Heike Broscher, die Deutschkurse gibt. Angelika fasst den Entschluss, einen Flüchtling aufzunehmen. Bei einem gemeinsamen Essen teilt sie ihn ihrer Familie mit. Richard und Philipp lehnen es zunächst kategorisch ab, während sie von Sofie Unterstützung bekommt. Angelika hat bereits einen Termin bei Bernd Bader, dem Leiter der Unterkunft. So geht Richard mit und sie entscheiden sich nach mehreren Vorstellungsrunden mit verschiedenen Familien schließlich für den alleinstehenden Nigerianer Diallo.
Richard zeigt sich bei der Arbeit fahrig und genervt; wiederholt brüskiert er dabei den ambitionierten Nachwuchsarzt Tarek Berger, was eines Tages zu einem Streit vor den Ohren von Kollegen und Patienten führt. Tarek leitet eine wöchentliche Jogginggruppe der Flüchtlinge, an der auch Diallo teilnimmt. Richard und Tarek kennen sich von einer Geburtstagsparty Sofies, als der damals neunjährige Tarek eine wertvolle Vase zerstört hatte. Diallo, der handwerkliche Tätigkeiten in Garten und Haus erledigt, hat vor allem zu Angelika ein sehr gutes Verhältnis. Manches bei den Deutschen kann er nicht begreifen, z. B. dass Sofie weder Mann noch Kinder hat. Als Basti mit seinen Freunden in der Schule ein Hip-Hop-Video dreht, fungiert Diallo als Aufsichtsperson. Basti hat dafür auch leichtbekleidete Tänzerinnen engagiert, was beinahe zu seinem Schulverweis führt, den sein Vater noch verhindern kann. Wegen Bastis schlechter Noten schlägt Philipp der Lehrerin vor, dass Basti mit einem guten Referat noch seine Versetzung sichern könnte. Ansonsten hat Philipp keine Zeit für seinen Sohn, da er ständig nach Shanghai fliegen muss, wo er ein für seine Karriere wichtiges Projekt leitet. Als er wieder einmal zu seinem Flug gehetzt ist, widersetzt er sich im Flughafen einer Kontrolle und landet in der Psychiatrie. Dort wird ein Burnout-Syndrom bei ihm festgestellt, und er kann die Einrichtung erst verlassen, nachdem er den verantwortlichen Psychiater bestochen hat. Basti hält vor seiner Klasse eine Präsentation zur Flüchtlingsproblematik. Hierzu nimmt er Diallo mit, der erzählt, wie er vor der nigerianischen Terrorgruppe Boko Haram geflohen ist, die sein Dorf zerstörte und seine Familie ermordete.
Zwischenzeitlich hat die exaltierte Heike für Diallo ein Begrüßungsfest in der Villa der Hartmanns organisiert, wofür sie Mitglieder einer Afrikagruppe und eines Zirkus eingeladen hat; auch ein Zebra ist zugegen. Die Nachbarin holt wegen Lärmbelästigung die Polizei, welche auch registriert, dass das etwas aus den Fugen geratene Fest für den Asylbewerber Diallo veranstaltet wurde. Sofie wird von ihrem Verehrer Kurt verfolgt, der in Diallo einen potenziellen Terroristen sieht und mit Freunden vor dem Haus der Hartmanns eine „Mahnwache“ organisiert. Es kommt zu einer Schlägerei zwischen Diallo und Kurt. Als die von der Nachbarin herbeigerufene Polizei erscheint, lässt Sofie Kurt als Eindringling abführen.
Diallo möchte die beiden Singles Sofie und Tarek zusammenbringen, die ihm aber sagen, dass sie selbst einen Partner suchen wollen, wie es in Deutschland üblich sei. Die beiden treffen schließlich zufällig zusammen und verlieben sich ineinander. In einer Diskothek stoßen die beiden auf Richard, der „das Leben genießen will“ und von Sascha Heinrich mit Frauen bekannt gemacht wird. Richard ist mittlerweile nach Differenzen mit Angelika daheim ausgezogen. Diallo trifft ihn auf einer Bank am Fluss und ermutigt ihn, nach Hause zu Angelika zu gehen. Dann erfährt Diallo von Bernd Bader, dass sein Asylantrag abgelehnt wurde, dieser aber für ihn Einspruch eingelegt hat, sodass es zu einer Gerichtsverhandlung kommt. Basti ruft seinen Vater in Shanghai an und bedrängt ihn, dass er zurückfliegen soll, um Diallo zu verteidigen. Philipp lehnt dies zunächst ab, überlässt dann aber seinem Assistenten die Vertragsverhandlungen und kommt gerade zum Gericht, als der Richter das Urteil verlesen will. In einer Ansprache kämpft er für Diallo und schlägt vor, das Video von Bastis Referat auf dem Smartphone anzusehen. Dies ist aber bereits geschehen, da auch Basti diese Idee hatte; der Richter wollte sowieso gerade Diallos Asyl-Anerkennung verkünden.
Richard kehrt zu Angelika zurück, eben als Sofie ihren neuen Freund Tarek vorstellt. In dem Moment greifen die demonstrierenden Rechtsradikalen das Haus mit Steinwürfen an, worauf Richard einen Herzinfarkt erleidet und Tarek Erste Hilfe leistet. Diallo wurde schon länger von Ermittlern des Verfassungsschutzes mittels einer Drohnenkamera überwacht. Diese schätzen die Situation falsch ein und lassen das Haus durch eine SEK-Einheit stürmen. Als die Einsatzleiter sehen, dass Diallo sich hilfsbereit und nicht bedrohlich verhält, wird die Aktion abgebrochen.
Zur Feier von Diallos Asyl-Anerkennung feiern die Hartmanns mit Diallo, Heike und Tarek eine Party.

## Hintergrund
Der Regisseur meinte bezüglich der Thematik des Films:

„Willkommen bei den Hartmanns ist sicher auch ein Stück Gesellschaftssatire und dabei politisch natürlich nicht immer korrekt. Ich denke, gerade in diesen Zeiten der allgemeinen deutschen Verwirrung und Anspannung ist es sehr wichtig, dass wir alle unseren Humor nicht verlieren und immer wieder über uns selbst schmunzeln können. In erster Linie wird der Film also eine große Komödie mit turbulenten Geschichten und echten, liebenswerten Figuren.“

Neben den bekannten deutschen Darstellern Elyas M’Barek, Florian David Fitz und Heiner Lauterbach übernimmt auch Verhoevens Mutter, die berühmte Schauspielerin Senta Berger, eine Hauptrolle. Der Belgier Eric Kabongo spielt die Rolle des Flüchtlings Diallo und steht das erste Mal für einen größeren Film vor der Kamera.
Der Film wurde komplett in München und Umgebung gedreht. So wurde beispielsweise die Praxis von Dr. Sascha Heinrich im BMW Museum nachgestellt. Die Premiere fand am 25. Oktober 2016 im Mathäser Kino statt. Er wurde vom FilmFernsehFonds Bayern mit 900.000 Euro in der Produktion unterstützt.

## Bühnenfassung
Im November 2017 feierte die von Angelika Hager bearbeitete und von Peter Wittenberg inszenierte Bühnenfassung am Wiener Akademietheater Premiere, mit Alexandra Henkel als Angelika, Markus Hering als Richard, Simon Jensen als Philipp, Alina Fritsch als Sofie und David Wurawa als Diallo.

## Soundtrack
Der offizielle Soundtrack zum Film erschien am 4. November 2016 unter dem Label 2 Lane Records. Das Album hat eine Gesamtlänge von ca. 50 Minuten und beinhaltet 16 Lieder. Der Song Chöre von Mark Forster wurde als Single mit dazugehörigem Musikvideo veröffentlicht.
1. Hartmann House Band – New City, New Me
2. Raphael Lake – Just Because
3. Adriano – The News
4. Adriano – Pull It Off
5. Danielle Parente – Love the Way We Come Together
6. Mark Forster – Chöre
7. Befruchtungszwerge – Chill mal dein Gesicht
8. Y’akoto – Fool Me Once
9. Krazy-e – Fire That Gun
10. Broken Boat – Let’s Make Time to Talk
11. Meridian Dan – Don’t Feed the Animals
12. Krazy-e – Why Try
13. Max Josef – Heart
14. Gary Go – Once Was Home
15. Bonsai Clerks – Slow Ron
16. Adriano – Pull It Off (Bonus Instrumental)

## Kritiken
Der Film erhielt von Kritikern positive, aber auch kritische Bewertungen. Er erreichte am ersten Wochenende im November den (bis dahin) „besten Start“ einer deutschen Kinoproduktion im Jahr 2016. Gelobt wurde vor allem Simon Verhoevens Regie und die Besetzung.
Die Süddeutsche Zeitung bezeichnete den Film als „charmant und lustig.“ Die Komödie funktioniere, weil sie eine „Typenkomödie im besten Sinne“ sei, „eine, die jeden ihrer Typen liebevoll aufs Korn nimmt. Die Pegida-Paranoiker, die vor der Villa mit Mini-Fackeln ‚Si-cher-heit!‘ skandieren, genauso wie die Alt-68erin, deren enthemmte Willkommensparty für Diallo die Polizei anrücken lässt. Man kann fast sagen: Über all den überdrehten München-Klischees schwebt ein wenig der Geist von Helmut Dietl.“
Der Focus meinte: „Mit Willkommen bei den Hartmanns ist Simon Verhoeven und seinem Team eine deutsche Komödie gelungen, die ein brandaktuelles Thema aufgreift. Eine Art Pflichtfilm zum aktuellen Stand der deutschen Gesellschaft. Und wer jetzt das Gesicht verzieht, dem sei auch das versprochen: Garantiert lange nicht mehr so im Kino gelacht!“
Die Filmwebsite Cinema fand, dass Willkommen bei den Hartmanns ein wichtiger Film sei, der genau zur richtigen Zeit komme: „In angespannter Lage sorgt dieser wunderbar geschriebene Film für ein befreiendes Lachen.“
Antje Wessels schrieb auf der Filmwebsite Filmstarts.de: „(...) so ist Willkommen bei den Hartmanns weder ein naives ‚Refugees Welcome‘-Märchen noch eine ängsteschürende Polemik, sondern eine kritische Bestandsaufnahme voller Humor und Mitgefühl. (...) Fazit: Regisseur Simon Verhoeven beleuchtet das schwierige Thema Flüchtlingskrise in seiner Tragikomödie (...) auf facettenreiche und verständnisfördernde Weise: ein Film zum Lachen, Weinen und Nachdenken.“
Deutschlandradio Kultur erklärte ihn „zum besten deutschen Kino [des] Jahres“ und lobte besonders die Regiearbeit: „Simon Verhoeven, Sohn von Senta Berger und Regisseur Michael Verhoeven, hat einen klugen, amüsanten und kitschfreien Film gedreht mit einem Gespür für starke Pointen, hat die Balance zwischen Überzeichnung und Betroffenheit punktgenau hinbekommen – mit einem hervorragenden Ensemble.“
Die Berliner Morgenpost schrieb am 2. November 2016: „Die Flüchtlingskrise als Komödie? Ja, das geht. Simon Verhoeven beweist es mit seinem neuen Film. Und seine Stars spielen mit Lust mit.“ und fügte hinzu: „Willkommen bei den Hartmanns ist so etwas wie der Film zur Lage der Nation und kommt genau zur richtigen Zeit.“
Die Münchener Abendzeitung erklärte in ihrer Kritik zum Film: „Selten hat man so witzige Dialoge in einem deutschen Film gehört. Dabei werden alle Seiten aufs Korn genommen: Helfer, Nazis, Flüchtlinge. Verhoevens Film verzichtet weitgehend auf moralische Wertungen und setzt auf eine Leichtigkeit, die in weiten Teilen der politischen Auseinandersetzung schon lange verloren gegangen ist.“ Zusammenfassend erklärt sie den Film als „temporeiche und bis in die Nebenrollen fantastisch besetzte Komödie.“ In einem früheren Artikel vom 31. Oktober 2016 sagt die Zeitung, der Film sei „die beste deutsche Komödie des Jahres“
Bayern 2 sah den Film kritischer: „Fast ist es, als könne man Diallo als höchst untadelige Erscheinung nicht wirklich ernst nehmen. Ihm fehlen Ecken und Kanten, etwas Lebenswirkliches, eben auch ein paar unangenehme oder schlechte Seiten. […] Wer sich dabei eine provokante, ironisch doppelbödige, freche, absurd überdrehte Komödie erwartet, ist falsch bei den Hartmanns. Simon Verhoevens Film hat durchaus witzige Szenen, ist solide inszeniert und toll besetzt, aber letzten Endes ist er tatsächlich wie sein Protagonist: Nett, lieb, gutgelaunt und voller Empathie.“
Ähnlich distanziert schrieb auch Der Spiegel: „‚Willkommen bei den Hartmanns‘ ist ein holpriger Film. Das Drehbuch wirkt wie zusammengeschraubt aus bewährten Sketchen und politischen Kabarettnummern. Die stets durchsonnte Kuschelästhetik der Bilder erinnert an Til-Schweiger-Filme wie ‚Zweiohrküken‘ und zeigt ein deutsches Paradies wie aus der Fremdenverkehrswerbung: Seems it never rains in Southern Bavaria. Es passt ganz gut zur stets gut gemeinten Konfusion dieses Films, dass auf den Plakaten, die ihn ankündigten, zunächst nur fünf der sechs im Bild gezeigten Hauptdarsteller mit Namen genannt wurden, weil man den von Eric Kabongo offenbar nicht prominent genug fand.“ Die Filmkomödie zeige neben „viel Krawall und ein paar bizarren Fehlgriffen“ aber auch „ehrfurchtgebietende[n] Mut zur politischen Aktualität“.
Die Zeit gelangte zu dem Fazit: „Willkommen bei den Hartmanns leidet, wie das deutsche Kino so oft, an einer letztlich braven Figurenzeichnung und einem übersteigerten Realismus, es fehlen die Härte, Schärfe, Bösartigkeit, der punk [sic], der eine Komödie zum Fliegen bringt. Aber lässt sich nicht schon bei Billy Wilder lernen, dass eine Komödie eine irre Kunstsprache und irre Kunstwelt entwerfen muss, um die irre Gegenwart in den Griff zu bekommen?“
Für Yahoo Kino war Willkommen bei den Hartmanns „der enttäuschendste deutsche Film“ des Jahres 2016: „Die Komödie über eine gutbürgerliche Familie, die einen nigerianischen Flüchtling bei sich aufnimmt, kommt als gutgemeinter Kommentar zur derzeitigen Flüchtlingskrise daher, erweist sich aber als bevormundende Feel-Good-Lektion in Sachen Deutschsein.“

## Auszeichnungen
- Goldene Leinwand für über drei Millionen Zuschauer in Deutschland[20]
- Bayerischer Filmpreis 2016: Produzentenpreis und Publikumspreis
- AZ „Stern des Jahres“ 2016: Beste Filmkomödie
- Jupiter 2017: Bester Film national
- Deutscher Filmpreis 2017: Besucherstärkster Film
- Friedenspreis des Deutschen Films 2017: Hauptpreis national
- Günter-Rohrbach-Filmpreis 2017: Preis des Oberbürgermeisters für Simon Verhoeven (Drehbuch)[21]
- Europäischer Filmpreis 2017: Beste Filmkomödie (Nominierung)
- Deutscher Comedypreis 2017: Beste Kinokomödie
- GQ „Men of The Year“ Award 2017: Special Achievement
- Bambi 2017: Film national
- European Union Film Festival 2018, Toronto: Audience Award[22]
- Deutsche Film- und Medienbewertung (FBW): Prädikat wertvoll.[23]